# Sizzlebrothers

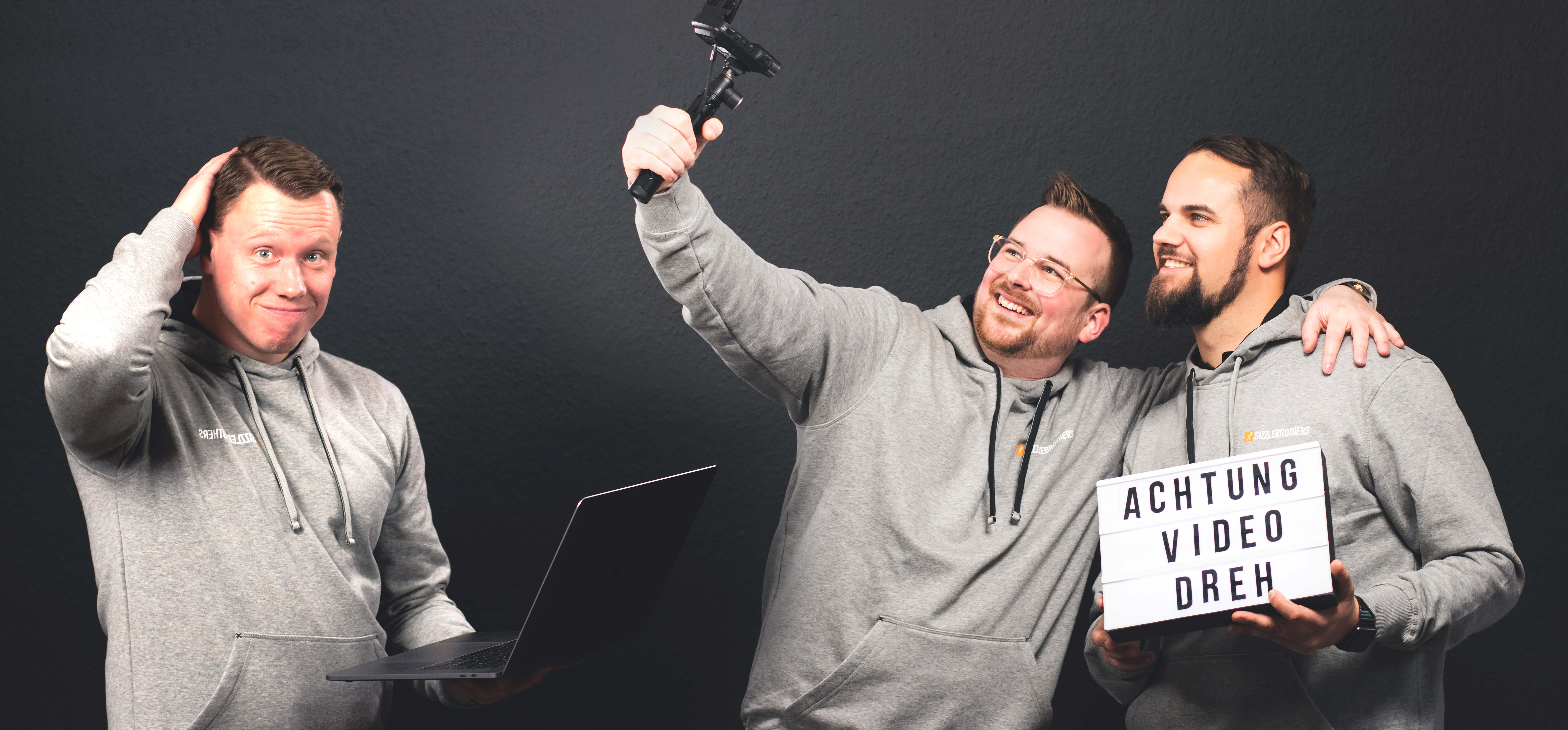
Sizzlebrothers (2019)

Die Sizzlebrothers sind ein deutsches Blogger- und Autoren-Quartett aus Hannover mit der Spezialisierung auf Grillrezepte. Das Quartett besteht aus den Mitgliedern Julian Peier, Johannes Böttcher, Corbinian Ahrens und Alexander Wicke. Sie produzieren gemeinsam Videos für zwei YouTube-Kanäle und weitere Inhalte für ihren Podcast, Social-Media-Kanäle, Livestreams und einen Grill-Blog.

## Geschichte
Die Sizzlebrothers wurden 2015 in Hannover gegründet. Seitdem betreiben die vier Mitglieder Julian Peier, Johannes Böttcher, Corbinian Ahrens und Alexander Wicke den Grill-Blog sizzlebrothers.de und einen eigenen YouTube-Channel mit 229.000 Abonnenten (Stand: April 2024). Sowohl auf ihrer Internetseite als auch auf dem YouTube-Channel präsentieren sie Tipps und Tricks rund um das Thema Grillen und veröffentlichten hierzu seit 2017 mehrere Kochbücher.
Mit ihrem Wissen zum Thema Grillen waren die Blogger zudem in TV-Formaten von ProSieben Maxx, RTL Regional und ZDF-Fernsehgarten zu Gast. Außerdem wurde 2022 ihre achtteilige TV-Show „BBQ Street“ auf dem Sender DMAX ausgestrahlt.
Seit 2019 sind die Sizzlebrothers auf der Livestreamplattform Twitch aktiv; dort haben sie das „Synchrongrillen“ etabliert, bei dem die Zuschauer während des Streams vor ihren Bildschirmen die Rezepte der Autoren mitgrillen können. Außerdem veranstalten sie immer wieder Special Events mit prominenten Gästen.
Auf ihrem Zweitkanal SizzleCrew mit mehr als 19.900 Abonnenten (Stand: April 2024) auf YouTube geben die vier Einblicke in ihr Leben abseits des Grills.
Ihr Instagram-Kanal (109.000 Abonnenten, Stand: April 2024) veröffentlicht regelmäßig Rezeptideen und Bilder. In ihrem wöchentlichen Podcast „NICE.TO.MEAT.YOU“ sprechen sie über alle Themen rund ums BBQ und Aktuelles aus ihrem Leben.

## Veröffentlichungen (Auswahl)
- Grillbuch: Praxis Technik Lieblingsrezepte. Eigenverlag, 2017. ISBN 978-1544681672.
- Das ultimative Grillwissen. Naumann & Göbel, Köln 2018, ISBN 978-3-625-18326-6.
- Best of Plancha: Grillspaß an der Feuerplatte. Naumann & Göbel, Köln 2019, ISBN 978-3-625-18523-9.
- Dein Grill kann mehr! Alles, was Griller wissen müssen. Heel, Königswinter 2023, ISBN 978-3-96664-583-6.